# آلفرد بیلر
آلفرد بیلر (انگلیسی: Alfred Bieler؛ ۱۸ آوریل ۱۹۲۳ – ۲۴ آوریل ۲۰۱۳) ورزشکار هاکی روی یخ اهل سوئیس بود.
وی در مسابقات کشوری و بین‌المللی در مجموع برندهٔ ۱ مدال برنز شده‌است.